# Nicola Palladino
Nicola Palladino (Milano, 22 febbraio 1932 – Milano, 27 aprile 2008) è stato un dirigente sportivo e scacchista italiano, presidente della Federazione Scacchistica Italiana dal 1980 al 1993.

## Dirigente
Presidente della società Scacchistica Milanese fu prima vicepresidente e dal 1980 presidente della Federazione Scacchistica Italiana (FSI) succedendo al conte Gian Carlo Dal Verme, carica che ricoprì fino al dicembre 1993.
Dal 1994 alla scomparsa fu presidente onorario.
Si batté a lungo per il reintegro della FSI in ambito CONI, obiettivo che raggiunse nel settembre 1988.
Nel congresso della Federazione Internazionale degli Scacchi (FIDE) di Dubai 1988 fu nominato tra gli amministratori del fondo permanente e nella commissione d'assistenza ai paesi in via di sviluppo. Fu tra i promotori della Commissione Chess in School della FIDE, di cui fu presidente dal 1988 al 2004.

## Organizzatore
Nel 1975 organizzò a Milano un torneo cui parteciparono quindici tra i più forti giocatori del mondo.
Tra il 1977 e il 1980 organizzò in Italia tre match dei candidati per il ciclo di campionato del mondo: Korchnoi-Petrosian a Castelvecchio Pascoli nel 1977, Huebner-Portisch ad Abano Terme nel 1980 e Korchnoj-Huebner a Merano nel 1980.
Nel 1981, con la sfida Karpov-Korchnoi di Merano, portò per la prima volta la finale di campionato del mondo in Italia.

## Attività divulgativa
Fu tra i primi a organizzare in Italia grosse manifestazioni scolastiche in ambito cittadino. Nel 1982 promosse a Caramanico Terme un convegno sull'introduzione degli scacchi nelle scuole, convegno che dette luogo all'iniziativa federale Azione Scacchi Scuola.
Ha vissuto i suoi ultimi anni nella casa di cura "Maria Ausiliatrice" di Milano.